# Павлов, Василий Сергеевич
Васи́лий Серге́евич Па́влов (10 [23] января 1907, Москва — 1 июля 1977, Москва) — советский футболист, игрок московского «Динамо» и сборной СССР. Выступал на позиции левого полусреднего нападающего. Заслуженный мастер спорта СССР (1946), заслуженный тренер РСФСР (1963).

## Биография
Начинал играть в футбол в юношеской команде «Унион» (1922—1926), затем — в клубной команде московского «Динамо» (1926—1927).
В основном составе «Динамо» дебютировал 18 сентября 1927 года в матче против КОР. Матч закончился со счетом 5:2, а Павлов забил 4 гола. Неоднократный чемпион Москвы в составе команды «Динамо», за которую в первенствах столицы провел 78 игр и забил 85 голов.
Вызывался в сборные Москвы и РСФСР, двукратный чемпион и серебряный призёр чемпионатов СССР среди сборных городов и республик. В этом турнире забил 12 голов в 9 матчах.
24 мая 1936 в Киеве в матче с местным «Динамо» (5:1) забил первый гол московского «Динамо» в чемпионатах страны. Всего в чемпионатах СССР в 1936—1939 годах сыграл 16 матчей, забил 10 голов. Из-за тяжелой травмы колена был вынужден в 1939 году завершить карьеру. Всего в официальных матчах за «Динамо» в чемпионатах страны и Москвы, первенствах общества «Динамо» и Кубке Тосмена сыграл 101 игру и забил 106 голов.
В Великую Отечественную войну ушёл на фронт добровольцем. Был тяжело ранен. Награждён орденом Красной Звезды. После демобилизации по просьбе своего друга Евгения Елисеева в течение года выступал в дублирующем составе минского «Динамо» и был там играющим тренером. С 1948 года — на тренерской работе.

## Карьера в сборной
В 1930—1935 годах выступал за сборную СССР, провёл 10 неофициальных матчей против сборной клубов Турции, забил 9 мячей.
В составе сборной принимал участие в поездках в Норвегию и Швецию и Турцию, в которых сборная СССР встречалась с клубными командами, сборными рабочих союзов и сборными клубов. За высокую результативность (6 голов в четырёх матчах со сборной клубов Турции) получил в турецких газетах в 1932 г. прозвище «король голов».
Принимал участие в международных матчах также в составе сборной РСФСР. 7 июля 1929 года в матче с рабочей сборной Франции (ФСЖТ) забил 13 мячей из 20, проведённых сборной РСФСР.

## Тренерская карьера
В 1940 окончил школу тренеров при ГЦОЛИФКе.
В 1946—1948 годах был играющим тренером минского «Динамо», выступал за дублирующий состав команды.
В 1949—1970 годах работал тренером в системе московского «Динамо», тренировал детские и юношеские группы подготовки, взрослую клубную команду. В 1953 и 1961—1963 годах входил в тренерский штаб первой команды «Динамо». Был одним из первых тренеров Александра Маховикова, Сергея Никулина и многих других воспитанников юношеских динамовских команд.

## Достижения
- Чемпион СССР 1936 (весна)
- Чемпион СССР среди сборных городов и республик 1931 (в составе сборной РСФСР), 1932 и 1935 (в составе сборной Москвы)
- Серебряный призёр чемпионата СССР 1936 (осень)
- Чемпион Москвы 1928, 1930 (осень), 1931 (осень), 1934 (осень), 1935 (весна)
- Серебряный призёр чемпионата Москвы 1934 (весна)
- Бронзовый призёр чемпионата Москвы 1929 (осень), 1933 (осень)
- Победитель чемпионатов общества «Динамо» 1929, 1933
- В «33-х» (журнал «ФиС»)— № 1 (1930) и в списке 33 лучших футболистов СССР — № 2 (1933).